# Andrena caroli
Andrena caroli är en biart som beskrevs av Pérez 1895. Andrena caroli ingår i släktet sandbin, och familjen grävbin. Inga underarter finns listade i Catalogue of Life.